# セフ・ファアガセ
セフ・ファアガセ（Sef Fa'agase、1991年3月5日 - ）は、スーパーラグビー・パシフィック、レッズに所属するラグビーユニオン選手。

## プロフィール
- ニュージーランドオークランド出身[1]。
- ポジションはプロップ(PR)。
- 身長 185cm、体重 112kg

## 略歴
ブリスベンシティー、クイーンズランド・カントリー、レッズ、オタゴを経て、2018年、パナソニック ワイルドナイツ(現・埼玉パナソニックワイルドナイツ)に加入。
2019年、パナソニック ワイルドナイツ退団後、カンタベリー、ハイランダーズを経て、同年、キヤノンイーグルス(現・横浜キヤノンイーグルス)に加入。
2020年1月12日にジャパンラグビートップリーグ第1節神戸製鋼コベルコスティーラーズ戦に途中出場で日本での公式戦初出場を果たす。同年4月、キヤノンイーグルス退団後、ウェリントンを経て、ニューイングランド・フリージャックスに加入。
キヤノンイーグルス退団後、ニューイングランド・フリージャックス、レベルズを経て、2022年、レッズに復帰。